# John Von Ohlen
John Von Ohlen (Indianapolis, 13 mei 1941 – 3 oktober 2018) was een Amerikaanse jazz-drummer en bandleider.
Von Ohlen wilde drummer worden, nadat hij de band van Stan Kenton had gezien met drummer Mel Lewis. Hij leerde zichzelf drummen, later studeerde hij jazz aan de North Texas State University. Na twee jaar in het leger en werk in een supperclub werd hij aangenomen door Billy Maxted, waarmee hij toerde in 1967 en 1968. Hierna toerde hij twee jaar in de band van zijn held Stan Kenton. Van Kenton kreeg hij ook zijn bijnaam, "the Baron". Terug in Indianapolis begon hij een kwartet, waarmee hij elektronische muziek maakte. Daarna begon hij een bigband met Steve Allee. In 1979 begon hij met trompettist Don Johnson een bigband waarmee hij optrad in de club Blue Wisp in Cincinnati. Met deze Blue Wisp Big Band nam hij verschillende albums op. Daarnaast speelde hij ook in andere, kleine groepen.
Von Ohlen gaf les aan de University of Cincinnati.

## Discografie
- The Baron (John Von Ohlen Quartet, met Mary Ann Moss), Creative World Records, 1973
- Live (Jon Von Ohlen-Steve Allee Big Band), MoPro, 1983

## Bron
- 'The Baron' gets his due, CityBeat, 16 november, 2005

- Library of Congress Control Number: no2007027260
- MusicBrainz: fe49be4e-9434-48ce-a08c-7604211ebb65
- Système universitaire de documentation: 170622983
- Virtual International Authority File: 64194556
- WorldCat: E39PBJtrWPKJtyDpGrWRpYRBT3